# مؤسسة قطر للتربية والعلوم وتنمية المجتمع
مؤسسة قطر للتربية والعلوم وتنمية المجتمع (بالإنجليزية: Qatar Foundation) هي مؤسسة خاصة غير ربحية تأسّست في قطر سنة 1995م بمبادرةٍ من الشيخ حمد بن خليفة آل ثاني. بالإضافة إلى التمويل الذاتي تتلقى مؤسسة قطر دعما حكومياً. وتتولى الشيخة موزا بنت ناصر رئاسة مجلس إدارة مؤسسة قطر، وتقود المؤسسة جهود دولة قطر الرامية إلى تحقيق الريادة في التربية والتعليم والعلوم والفنون وتنمية المجتمع في المنطقة وخارجها. وتشير مؤسسة قطر إلى أن هدفها هو دعم دولة قطر في رحلتها للانتقال من الاقتصاد القائم على الكربون إلى الاقتصاد القائم على المعرفة عبر إطلاق قدرات الإنسان.

تركز مؤسسة قطر على التعليم، والبحوث والعلوم، وتنمية المجتمع من خلال إنشاء قطاع للتعليم يجذب ويستقطب الجامعات العالمية إلى دولة قطر لتمكين الشباب من اكتساب المهارات والسلوكيات الضرورية «لاقتصادٍ مبنيٍّ على المعرفة» لا يعتمد على إنتاج الطاقة المستمدة من الموارد الطبيعية الناضبة. وتعمل مؤسسة قطر، من خلال العلوم والبحوث، على بناء قدرات الابتكار والتقنية الحديثة في دولة قطر عن طريق تطوير الحلول والاستفادة منها تجاريا من خلال فروع العلوم الأساسية. وتسعى قطر لأن تكون مركزا ناجحا من الناحية التجارية في مجالي البحوث والتطوير يجذب أفضل الخبرات وألمع العقول. وتهدف برامج التنمية الاجتماعية للمؤسسة إلى إنشاء مجتمع متطوّر وتعزيز الحياة الثقافية والحفاظ على التراث وتلبية الاحتياجات المباشرة للمجتمع. وتلعب المؤسسة دوراً أساسياً في تحوّل قطر إلى مركز سياسي واقتصادي وثقافي في المنطقة. وتعمل مؤسسة قطر على تزويد القطريين بالمهارات والتعليم والمؤهلات التي تجعلهم قادرين على المنافسة في الاقتصاد العالمي، ليدحضوا بذلك تصورا خاطئا بأنهم شعب مدلل بسبب ثروات الغاز الطبيعي. 

قامت مؤسسة قطر أيضا بإنشاء العديد من المشاريع التجارية المشتركة مع نخبة من الشركاء من مختلف أرجاء العالم في مجالات التصميم وتكنولوجيا المعلومات والاتصالات والدراسات السياسية وتنظيم الفعاليات، دعمًا لدولة قطر ومسيرتها نحو تحقيق اقتصاد مستدام وقائم على المعرفة. وقد بدأت الشركات القطرية في اكتساب شهرة عالمية في مجال صناعة البرمجيات وذلك بفضل الاهتمام الذي توليه مؤسسة قطر لمجالي البحوث والتطوير. ومن بين الشركات القطرية التي بدأت تستثمر في البحوث والتطوير بتشجيع من مؤسسة قطر شركة براجماتك، وهي أحد فروع الشركة المتحدة للتطوير (لا تتبع مؤسسة قطر)، وقد اكتسبت هذه الشركة شهرة كبيرة في مجال برمجيات إدخال البيانات وبرمجيات النظام المحاسبي.

## التعليم
على مستوى التعليم الابتدائي وحتى التعليم ما قبل الجامعي أطلقت مؤسسة قطر عددا من المبادرات: 

- أكاديمية قطر / أكاديمية قطر – الخور/ أكاديمية قطر الوكرة / أكاديمية قطر السدرة ـــــ وهي مدارس خاصة غير ربحية، تقدم خدمات تعليمية من مرحلة الروضة وحتى المرحلة الثانوية، وتستند إلى منهج «اتحاد نيو إنجلاند للكليات والمدارس» و«مجلس المدارس الدولية».
- برنامج الجسر الأكاديمي ـ برنامج خاص بالتعليم بعد المرحلة الثانوية، يساعد الطلاب على الانتقال من المرحلة الثانوية إلى المرحلة الجامعية.
- أكاديمية العوسج ـ برنامج تعليمي يقدم خدمات تدريسية، واستشارات تشخيصية، وخدمات علاجية للطلاب الذين يواجهون صعوبات تعلم.
- أكاديمية قطر للقادة ــــ وهي شراكة بين مؤسسة قطر والقوات المسلحة القطرية، تعمل على ترويج معايير رفيعة لتنمية مهارات طلابها على الأصعدة الأكاديمية والرياضية والاجتماعية، إلى جانب تطوير الشخصية، وذلك لطلاب الصف السادس إلى الثاني عشر.

### الجامعات
أما على المستوى الجامعي، فقد تم تأسيس جامعة حمد بن خليفة وفروع لمجموعة منتقاة من جامعات دولية عريقة تحقيقا لرؤية مؤسسة قطر المتعلقة بإطلاق قدرات الإنسان من خلال التعليم العالي.

- 1998 - جامعة فرجينيا كومنولث في قطر ـــــ تقدم برامج جامعية خاصة بتصميم الأزياء، وتصميم الجرافيك، والديكور بالإضافة إلى شهادة الماجستير في الفنون الجميلة في مجال دراسات التصميم.
- 2002 - كلية طب وايل كورنيل في قطر ــــ توفر تعليمًا طبيًا وفق أعلى المستويات في قطر، وتقدم برنامجًا طبيًا تحضيريًا مبتكرًا مدته عامان، وبرنامجًا طبيًا مدته أربعة أعوام، يليهما الحصول على شهادة دكتور في الطب.
- 2003 - جامعة تكساس إي أند أم في قطر ـــ تقدم أرقى برامج الهندسة الجامعية على مستوى العالم، وتمنح شهادات جامعية في الهندسة الكيميائية، والهندسة الكهربائية، والهندسة الميكانيكية، وهندسة البترول، فضلاً عن درجة الماجستير (ماجستير العلوم أو ماجستير الهندسة) في الهندسة الكيميائية.
- 2004 - جامعة كارنيجي ميلون في قطر ــــ تجلب إلى قطر أكثر من مئة عام من التميز الأكاديمي والبحوث البارزة، وتقدم العديد من البرامج الجامعية الخاصة بإدارة الأعمال، وعلوم الحاسب الآلي، ونظم المعلومات.
- 2005 - جامعة جورجتاون - كلية الشؤون الدولية في قطر ـــ تقوم بتعليم الطلاب وتأهيلهم لتولي مناصب رفيعة على المستوى الدولي، حيث تقدم تخصصات في السياسة الدولية والثقافة والسياسة والاقتصاد الدولي.
- 2008 - جامعة نورثويسترن في قطر ــــ وهي واحدة من أبرز الجامعات في مجال الصحافة والاتصال على مستوى العالم، وتقدم مناهج تعليمية للطلاب في هذين المجالين.
- 2011 - جامعة أتش إي سي - باريس في قطر ـــ هي واحدة من مؤسسات الدراسات العليا المتخصصة في الإدارة، وتمثل جزءًا من مركز الإدارة والبحوث في مؤسسة قطر (ميرك)، وتعتبر إحدى أرقى كليات الدراسات التجارية في أوروبا، كما تقدم الآن مجموعة كبيرة من برامج إدارة الأعمال التنفيذية العالية المستوى الموجهة للموظفين التنفيذيين في قطر، سواءً كانوا في منتصف مسيرتهم الوظيفية أو في قمتها.
- 2011 - كلية لندن الجامعية في قطر - ستمنح الكلية التي تم الإعلان عنها في أواخر عام 2010 شهادات الدراسات العليا في مجال دراسات المتاحف وعلوم الآثار، بما يضمن تمتع قطر بالمهارات اللازمة للحفاظ على مجموعتها المتنامية من المتاحف ذات المستوى العالمي وإدارتها.
- جامعة حمد بن خليفة - تُعد جامعة حمد بن خليفة جامعة بحثية صاعدة تعتمد على التعاون الفريد بينها وبين شركائها المحليين والدوليين. وتسعى الجامعة لتوفير فرص لا مثيل لها في مجالات المعرفة والتدريس والاكتشاف والتعليم لكافة طلابها من خلال مجموعة من البرامج متعددة التخصصات.

كما بدأت كلية الدراسات الإسلامية في قطر أول فصولها الدراسية في العام الدراسي 2007 -2008، وهي مركز دولي للفكر والحوار الإسلامي، يعمل على تخريج علماء متخصصين بالعقيدة الإسلامية والشعائر الدينية والحضارة الإسلامية. كما تمنح شهادات الماجستير في التمويل الإسلامي، والدراسات الإسلامية المعاصرة، والسياسة العامة في الإسلام.

ويشكل الطلاب القطريون ما يقرب من نصف عدد الطلاب المسجلين في هذه الجامعات، ويمثل طلاب وأعضاء هيئة التدريس وموظفي مؤسسة قطر حوالي 90 جنسية مختلفة.

تمكنت مؤسسة قطر من بلوغ مكانة راسخة وإحداث تأثير كبير خلال العقد الأول من تأسيسها. وقدم علماء من مراكز مثل كلية طب وايل كورنيل في قطر إسهامات مهمة لدراسات الجينات ومرض نقص المناعة المكتسبة الإيدز، وقد نشرت دورية الطب الأكاديمي دراسة عن برنامج ما قبل الطب الذي تقدمه كلية طب وايل كورنيل في قطر والذي يشمل تدريس العلوم الإنسانية وأخلاقيات مهنة الطب. وقد قدمت كلية طب وايل كورنيل في قطر هذا البرنامج لأول مرة في عام 2003، وهو مصمم لإعداد الطلاب لدراسة منهج الطب. 

وقد أشارت الدراسة إلى وجود تحديات قد تطفو إلى السطح نتيجة للتباين الثقافي وذلك عندما يتم طرح مواضيع تتعلق بأخلاقيات مهنة الطب والعلوم الإنسانية في الغرب وتدريسها في وسط إسلامي مثل قطر. وتقول الدراسة إن «واضعي هذه المناهج حددوا طرقا يمكن من خلالها معالجة هذه التحديات كما وضعوا استراتيجيات من شأنها توسيع مدارك الطلاب دون الاعتماد على أسلوب التلقين». 

وتمّ إطلاق مؤتمر القمة العالمي للابتكار في التعليم (وايز) في العام 2009 بمبادرة من مؤسسة قطر. ويعد المؤتمر واحدا من أهم المنتديات العالمية التي تتناول الابتكار في التعليم، فهو يجمع حوالي 1000 شخصية من ممارسين وأصحاب القرار وقادة الفكر من قطاعات مختلفة بالإضافة إلى مشاركة أكثر من مائة بلد. ويبحث مؤتمر القمة (وايز) كل عام في التحديات التعليمية الراهنة.

- عقدت أول قمة في الفترة من 16 إلى 18 نوفمبر 2009.
- عقدت القمة الثانية في الفترة من 7 إلى 9 ديسمبر 2010.
- عقدت النسخة الثالثة للمؤتمر في الفترة من 1 إلى 3 نوفمبر 2011، وتم منح أول جائزة وايز للتعليم وقدرها 500,000 دولار أمريكي[11] إلى السيد فضل حسن عابد، مؤسس ورئيس مجلس إدارة مؤسسة «براك»، وهي مبادرة بدأت من بنغلادش بُغية تحسين معيشة أكثر من 10 ملايين إنسان من خلال التعليم في ثلاث قارات.
- عقدت النسخة الرابعة للمؤتمر في الفترة من 13 إلى 15 نوفمبر 2012، وتم منح الجائزة للدكتور ماداف تشافان، المؤسس المشارك والرئيس التنفيذي لمؤسسة براثام، أكبر مؤسسة غير حكومية معنية بالتعليم في الهند، وذلك تقديرا لجهوده التي أدت إلى تمكين ملايين الناس من تعلم مهارات القراءة والكتابة بأدنى تكلفة ممكنة.
- تعقد النسخة الخامسة للمؤتمر في الفترة من 29 إلى 31 أكتوبر (http://www.wise-qatar.org/wise-prize-education)

جيمي ويلز، مؤسس ويكيبيديا، كان من أهم المتحدثين في هذا الحدث السنوي الذي يعقد على مدى ثلاثة أيام في الدوحة، والذي يتم خلاله تكريم خريجي جامعات ومراكز مؤسسة قطر.

## المعاهد والمراكز البحثية
تعمل مؤسسة قطر، من خلال العلوم والبحوث، على بناء قدرات الابتكار والتقنية الحديثة في دولة قطر عن طريق تطوير الحلول والاستفادة منها تجاريا من خلال فروع العلوم الأساسية. فمن خلال تمويل المشاريع البحثية تساعد مؤسسة قطر الأكاديميين الدوليين الذين يعملون في قطر لتحقيق اكتشافات وانجازات علمية، كما تساعد على تأسيس مشاريع وشراكات جديدة يستفيد منها العالم أجمع.
تم إنشاء قطاع البحوث في مؤسسة قطر عام 2007 بهدف إدارة تطوير المجتمع العلمي في قطر. وقد استضاف القطاع العديد من المؤتمرات الدولية في مجالات التكنولوجية الحيوية وتقنية النانو وأبحاث الخلايا الجذعية.
وتتضمن قائمة المعاهد والمراكز البحثية ما يلي:
- الصندوق القطري لرعاية البحث العلمي – وهو ركيزة إستراتيجية في دعامة البحث العلمي في مؤسسة قطر، إذ يقدم الدعم للبحوث العلمية من مختلف أنحاء العالم. كما يقدم الصندوق منحًا لباحثين محليين وعالميين، الذين تتوافق أبحاثهم مع إستراتيجية قطر الوطنية للبحوث وأولوياتها، وبوجود شريك قطري.
- واحة العلوم والتكنولوجيا في قطر - تعد مقصدًا تؤمه الشركات المعتمدة على التكنولوجيا من جميع أنحاء العالم وحاضنة للمشروعات الناشئة. كما تساعد برامج الدعم الخاصة بواحة العلوم والتكنولوجيا في قطر الشركات على تطوير التقنيات الجديدة وتسويقها تجاريًا. وتهدف واحة العلوم والتكنولوجيا في قطر إلى الجمع بين البحوث والمشروعات، وفي الوقت ذاته تشجيع تنمية اقتصاد المعرفة في قطر. تشمل الشراكات بنك فيرجن للصحة، وسيسكو، وشركات إكسون موبيل ورويال داتش شل وتوتال، ومركز رولز رويس، ومؤسسة ويليامز فورمولا 1، ومايكروسوفت.
- معهد قطر لبحوث الطب الحيوي[وصلة مكسورة] - تأسس معهد قطر لبحوث الطب الحيوي لمجابهة الأمراض المنتشرة في دولة قطر ومنطقة الشرق الأوسط، مع التركيز على تطوير البحوث الانتقالية في مجالي الطب الحيوي والتكنولوجيا الحيوية.
- معهد قطر لبحوث البيئة والطاقة - تتمثل مهمة معهد قطر لبحوث البيئة والطاقة في إجراء وتنسيق البحوث طويلة الأجل ومتعددة التخصصات التي تعالج الأولويات الوطنية الهامة المتعلقة بالطاقة والبيئة.
- معهد قطر لبحوث الحوسبة - يركز معهد قطر لبحوث الحوسبة جهوده على مجابهة التحديات الكبرى في مجال الحوسبة لتلبية الأولويات الوطنية للنمو والتطوير.
- مركز السدرة للطب والبحوث – يعد مركزًا طبيًا فريدًا من نوعه سيأخذ على عاتقه التعليم الطبي، وبحوث الطب الحيوي، والرعاية الإكلينيكية، مع التأكيد بشكل خاص على الأمراض المنتشرة في المنطقة مثل السكري، وأمراض القلب والأوعية الدموية، والسرطان.

## مبادرات العلوم والبحوث
وتشمل مبادرات العلوم والبحوث كذلك:
- برنامج قطر للريادة في العلوم - الذي يهدف إلى تطوير كفاءة العلماء المحليين لقيادة المعاهد البحثية القطرية. كما يساعد البرنامج في دعم الخريجين الواعدين في قطر، لكي يصبحوا روادًا للبحوث المستقبلية من خلال تنظيم برامج تدريبية.
- البرامج البحثية الجامعية - تجري معظم الجامعات في الحرم الجامعي لمؤسسة قطر البرامج البحثية الخاصة بها بالتعاون مع جهات البحث التابعة لمؤسسة قطر، وذلك بغرض توفير أفكار جديدة للتسويق التجاري.
- البرامج البحثية في مؤسسة قطر – بالإضافة إلى البرامج البحثية الجامعية، قامت مؤسسة قطر بعقد شراكات عالمية مع مؤسسات عريقة مثل معهد جيمس بيكر الثالث للسياسة العامة (الذي يعد جزءًا من جامعة رايس بالولايات المتحدة الأمريكية) والجمعية الملكية بالمملكة المتحدة.
- سلسلة المحاضرات المتميزة – تعمل على تعريف الطلاب القطريين والباحثين والجمهور المحلي بالعلوم وبأبرز العلماء على المستوى العالمي.

- «نجوم العلوم» - هو برنامج تلفزيوني فريد من نوعه يتيح للمتنافسين من المبدعين الشباب العرب بتحقيق أفكارهم الإبداعية المرتكزة على مبدأ علمي جديد.

في يونيو 2011 استضافت مؤسسة قطر المؤتمر العالمي السابع للصحفيين العلميين، والذي كان من المقرر أن يعقد في القاهرة ولكن تم نقله إلى الدوحة نتيجة للثورة المصرية في عام 2011، وفي عام 2012 عقدت الدورة الثامنة عشرة لمؤتمر الدول الأطراف المشاركة في اتفاقية الأمم المتحدة الإطارية بشأن تغيّر المناخ في مركز قطر الوطني للمؤتمرات (جزء من مؤسسة قطر)، وستطلق المؤسسة مؤتمر القمة العالمي للابتكار في الرعاية الصحية، في الدوحة يومي العاشر والحادي عشر من ديسمبر 2013 في مركز قطر الوطني للمؤتمرات.
- مؤتمر القمة العالمي للابتكار في الرعاية الصحية

## تنمية المجتمع
تطلق مؤسسة قطر مبادرات لتنمية المجتمع ترتكز على ثلاثة محاور:
- دفع المجتمع نحو التقدم
- الارتقاء بمستوى الحياة الثقافية وحماية التراث القطري
- تلبية الاحتياجات الاجتماعية الملحة في المجتمع
- مناظرات قطر - تأسست عام 2007 كمبادرة مناظرات طلابية وطنية، واستضافت بطولة العالم لمناظرات المدارس هنا في الدوحة في عام 2010.
- معرض قطر المهني – فعالية وطنية سنوية تعرض خلالها مجموعة متنوعة من توجهات العمل وفرص التعليم والتوظيف والتدريب والتنمية المتاحة للطلاب والخريجين الجدد في قطر.
- الشقب - مركز تعليم الفروسية الرائد في المنطقة. من بين مرافق الفروسية الخاصة به أكاديمية لتعليم ركوب الخيل، ومجمع للتدرب على قوة التحمل، ومركز لتربية الخيول العربية الأصيلة واستعراضها. وفي مارس 2013 نظم المركز بطولة الشقب الدولية للفروسية 2013.
- مكتبة قطر الوطنية - ستتضمن مرافق المكتبة الوطنية مجموعة من الأماكن المخصصة للتعلم الفردي والجماعي ومكتبة للأطفال، و300 جهاز حاسوب لاستخدام الجمهور العام، ومرافق للإنتاج الرقمي للوسائط المتعددة، ومساحات وأماكن مخصصة للفعاليات، ومقهى، ومركز للتكنولوجيا المساعدة لذوي الاحتياجات الخاصة، ومركز للكتابة والتعليم، بالإضافة إلى قواعد البيانات التي تحتوي نصوصاً كاملة، ستوفر المكتبة 1.2 مليون كتاب مطبوع و500 ألف كتاب إلكتروني ودورية وصحيفة ومجموعات خاصة.
- متحف: المتحف العربي للفن الحديث – تم افتتاح المتحف العربي للفن الحديث في عام 2010 بالتعاون مع هيئة متاحف قطر. ويضم معارض، وبرامج، وفعاليات تستكشف الأعمال الفنية للفنانين العرب وتحتفي بها.
- مشيرب العقارية - هي شركة تابعة لمؤسسة قطر، وتتولى مسيرة التنمية العقارية في قطر، وتضع مفاهيم حديثة للحياة العصرية استنادًا إلى الأسلوب القطري التقليدي في فن العمارة والتصميم باستخدام أحدث التقنيات.
- أوركسترا قطر الفلهارمونية – تم تأسيسها في العام 2008 وتتكون من 101 عازف وتهدف إلى تعزيز دور المجتمع والثقافة في قطر.
- أيادي الخير نحو آسيا - تسعى هذه المبادرة إلى إيصال رسالة مؤسسة قطر المتمثلة في التنمية البشرية إلى الساحة الدولية، عن طريق توصيل سبل التعليم عالية الجودة إلى الدول الأقل حظا في آسيا.
- الجمعية القطرية للسكري - تقدم برامج وخدمات للمصابين بمرض السكري، وهو من الأمراض المنتشرة في منطقة الشرق الأوسط.
- معهد الدوحة الدولي للأسرة – يعمل على رفع المسـتوى الاقتصادي للأسـر منخفضة الدخل وتمكينها اقتصادياً، وتوفير فرص عمل من خلال المشـاريع الإنتاجية والتنموية. ويحظى المعهد بوضعية استشارية خاصة لدى المجلس الاقتصادي والاجتماعي التابع للأمم لمتحدة.

## المشاريع المشتركة
أدركت قطر الحاجة إلى توفير بعض المهارات المتخصصة لتنمية اقتصادها، وأطلقت رؤية قطر الوطنية 2030 التي تبيّن بالتفصيل كيفية قيام قطر بتسخير إيراداتها الضخمة التي تدرها الموارد الكربونية من أجل توطيد أركان الاقتصاد القائم على المعرفة. فعلى الرغم من قدرة مؤسسة قطر على توفير الخدمات من خارج المنطقة لتلبية الاحتياجات على المدى القصير، فإن تحقيق النجاح في المستقبل يتطلب اكتساب خبرات وطنية تتيح لقطر فرصة تحقيق الاستدامة.
ولهذا قامت مؤسسة قطر بإنشاء العديد من المشاريع التجارية مع نخبة من الشركاء من مختلف أرجاء العالم، وتوزع الأرباح التي تدرها هذه المشاريع على الشركاء، وتقوم مؤسسة قطر باستثمار حصتها من الأرباح في أنشطتها الأساسية غير الربحية. 

- فيتش قطر – إحدى أكبر مجموعات التسويق في العالم، وهي متخصصة في التصاميم ووضع العلامات التجارية والاستراتيجيات التي تناسب كل عميل.
- شركة أستاد لإدارة المشاريع - تقدم شركة أستاد خدمات متخصصة في إدارة المشاريع وبأعلى مستويات الجودة لكل من مشاريع البناء والبنية التحتية المعقدة على مستوى قطر والمنطقة.
- معهد قطر لتطوير المعارض والمؤتمرات - مشروع مشترك بين مؤسسة قطر وشركة سينجكس جلوبال، يرمي إلى وضع قطر في مصاف الدول الرائدة التي تستضيف الأحداث والفعاليات العالمية.
- مركز قطر الوطني للمؤتمرات – تم افتتاحه عام 2011، ويتضمن قاعة للمؤتمرات تضم 4000 مقعد على نمط المسرح وصالة عرض تضم 2300 مقعد ذات ثلاثة مستويات على غرار المسارح الغنائية، و52 غرفة اجتماعات تتسع لاستيعاب مجموعة متنوعة من الفعاليات.
- فودافون قطر –تملك الشركة الترخيص الثاني لشبكات وخدمات الهاتف الجوال وانطلقت في تشغيل شبكتها في مارس 2009.
- ميزة - مشروع خاص مشترك مع مؤسسة قطر، يقدم حلولاً وخدمات خاصة بتكنولوجيا المعلومات لدعم الأوساط التجارية.
- شركة قطر لتقنيات الطاقة الشمسية – تعمل هذه الشركة على إنشاء مصنع إنتاج في مدينة رأس لفان الصناعية، يصل إنتاجه إلى 4000 طن متري من البوليسيليكون سنوياً.
- دار بلومزبري – مؤسسة قطر للنشر - دار نشر مقرها الدوحة، تركز على الأعمال الروائية وغير الروائية والمراجع والأعمال الأكاديمية والتعليمية باللغتين العربية والإنجليزية، وتهدف إلى خلق ثقافة أدبية نابضة بالحياة والعمل على تطويرها في قطر والمنطقة.
- مجلات بلومزبري- مؤسسة قطر – هي بوابة للنشر الإلكتروني مفتوحة الوصول متخصصة في نشر المجلات العلمية والأكاديمية بعد مراجعاتها بواسطة خبراء في المجال.

للتعرف على كافة مبادرات مؤسسة قطر ومشاريعها، يرجى زيارة الموقع الإلكتروني: http://www.qf.org.qa.

## رعاية
- أعلن نادي برشلونة في العاشر من ديسمبر سنة 2010 عن توقيع اتفاق رعاية مع شركة قطر للاستثمارات الرياضية بقيمة تقدر بنحو 170 مليون جنيه استرليني. ولكونها مؤسسة غير ربحية، فقد اختيرت مؤسسة قطر لتكون هي الجهة المستفيدة من هذا الاتفاق عبر وضع شعارها على قمصان لاعبي النادي الكتالوني، ويعني ذلك إنهاء تقليد اتبعه نادي برشلونة وهو عدم قبوله شعارات مدفوعة على قميصه. وكان الاتفاق قد تضمن بندا يتيح تغيير المؤسسة الراعية بعد أول موسمين، لتأخذ الخطوط القطرية صفة الراعي الرئيسي في يوليو 2013. وقد وقعت دول خليجية أخرى اتفاقيات رعاية مع أندية أوروبية كبيرة.[13][14]
- أعلنت مؤسسة ويكيميديا في الرابع من أكتوبر سنة 2011 أنها ستتعاون مع مؤسسة قطر لتطوير ويكيبيديا العربية، وهي النسخة العربية من مشروع وكيبيديا الموسوعة الحرة.[15]

## اقرأ أيضا
- مؤتمر القمة العالمي للابتكار في التعليم

## وصلات خارجية
- الموقع الرسمي
- مؤسسة قطر: تويتر
- مؤسسة قطر: فيس بوك
- راديو مؤسسة قطر